# 樹脂サイディング
樹脂サイディング（じゅしサイディング、en:Vinyl Siding）とは、塩化ビニル樹脂製の外壁材のことである。
1965年にアメリカで製造が始まり、その後1990年代にアメリカ・カナダで大きく飛躍、日本では1996年頃から販売が開始されている。
北米で約50%ものシェア率を誇る外壁材だが、日本でのシェア率は約1%程度。

## 特徴

### 優れた耐久・耐候性
材料自体に顔料が練り込まれているので、塗装のように剥げることがなく、塗り替えが不要で色褪せしづらい。
塩化ビニル樹脂自体が撥水性を有しており、水や湿気を吸わない。
塩害(潮風)、酸性雨、火山灰による錆や腐食がない。

### 容易な加工性
切断に電気マルノコと専用の刃を必要とせず、樹脂用のパイプ切り等で切断できる。

### 軽量
樹脂サイディングと窯業系サイディングを比較した場合、樹脂サイディングの1枚当たり（0.77m2）の重量は約2.0kgと非常に軽量で、一般的な窯業系サイディングの1/10以下となる。

## メンテナンス
塗装の必要がなく、コーキングも不要のため、30年単位でのメンテナンスとなり、メンテナンスが容易となる。
汚れたら水洗いすれば良く、また、もし破損しても、1枚から交換が可能で、問題が発生した場合のメンテナンス性も非常に高い。

## オープンジョイント工法
シーリングの必要がない、オープンジョイント工法なので裏面の放湿性が良好であり、胴縁下地を必要としない。
外装材の内外に圧力差が発生しないため、雨水の浸入が抑えられる。

## 防火性
塩化ビニル樹脂は自己消火性を有し、火元が無くなれば燃え続けることはないが、外装材単体としての防火性は低い。
そのため、準防火地域および22条区域における使用については、各メーカーが認定を取得した外壁構造とする必要がある。